# Топаз (фільм, 1969)
«Топаз» (англ. Topaz) — американський шпигунський фільм режисера Альфреда Гічкока, який вийшов на екрани в 1969 році. Екранізація роману Леона Юріса.

## Сюжет
Дія відбувається в 1962 році під час Карибської кризи. Високопоставлений співробітник радянської розвідки переходить на бік США. Він заявляє, що Радянський Союз і Куба підписали секретний договір про співпрацю, в тому числі у військовій сфері. Однак дізнатися подробиці про події на острові дуже важко. Тому агент ЦРУ Майкл Нордстром просить свого французького друга Андре Деврі використати свої кубинські зв'язки та з'ясувати якомога більше інформації. Справа ускладнюється тим, що у вищих ешелонах французького уряду існує група осіб, які працюють на радянську розвідку.
Наразі Деверо проводить кілька днів у Нью-Йорку з дружиною Ніколь, донькою Мішель та її чоловіком Франсуа. Він здійснює несподівану поїздку на Кубу, де його кохана Хуаніта підтримує його в пошуках доказів розміщення радянських ракет. Пізніше йому доводиться викрити шпигунську мережу «Топас» у Франції за підтримки своєї сім'ї, адже чоловік його доньки Мішель — талановитий журналіст…

## У ролях
- Фредерік Стаффорд — Андре Девро
- Дані Робен — Ніколь Девро
- Джон Вернон — Ріко Парра
- Карін Дор — Хуаніта де Кордова
- Клод Жад — Мішель Пікар
- Мішель Сюбор — Франсуа Пікар
- Мішель Пікколі — Жак Гранвіль
- Філіпп Нуаре — Анрі Жарр
- Джон Форсайт — Майкл Нордстром
- Пер-Аксель Аросеніус — Борис Кусенов
- Роско Лі Браун — Філіпп Дюбуа

## Створення фільму
Сюжет потенційного «блокбастера» був нав'язаний Гічкоку студією, яка викупила права на екранізацію популярного політичного роману. Результатом став, за словами відомого фахівця з творчості Гічкока, «один із найбільш нерівних фільмів в історії кінематографа», де проблиски геніальності тонуть у масі реакційних банальностей.
Фільм був заснований на реальній історії французького шпигуна Філіпа де Вожолі і скандали з «Сапфірами» в 1962 році, під час яких вищі французькі чиновники були викриті як радянські шпигуни. Гічкок вважав цю свою роботу невдалою, так як вона пішла у виробництво без закінченого сценарію і з недобором акторів. В результаті Гічкок зняв дві версії цього фільму з різними кінцівками (коротка версія фільму — 127 хвилин, довга — 143 хвилини).
Після невдалого досвіду роботи з американськими зірками в попередньому фільмі «Розірвана завіса» Гічкок волів працювати з європейськими акторами. В результаті в незначних ролях знялися зірки французького кінематографа Мішель Пікколі в ролі глави Топазу Жака Гранвіля і Філіпп Нуаре в ролі Анрі Жарре. За спогадами Клод Жад, Гічкок жалкував, що не взяв Мішеля Піколлі на головну роль (ту, що виконав Стаффорд). Клод Жад, яка зіграла Мішель Пікар, до «Топазу» грала у фільмі Франсуа Трюффо «Вкрадені поцілунки».

## Цікаві факти
- Філіпп Нуаре навесні 1968 року, впавши з коня, зламав ногу. Тому його агент заявив Гічкоку, що актор не може зніматися у фільмі без милиці.
- У 1970 році стрічка отримала премії Національної ради кінокритиків США за найкращу режисуру (Альфред Гічкок) і найкращу чоловічу роль другого плану (Філіпп Нуаре).